# Cantó d'Auneau
El cantó d'Auneau és un cantó francès del departament d'Eure i Loir, situat al districte de Chartres. Té 28 municipis i el cap és Auneau.

## Municipis
- Ardelu
- Aunay-sous-Auneau
- Auneau
- Béville-le-Comte
- Champseru
- La Chapelle-d'Aunainville
- Châtenay
- Denonville
- Francourville
- Garancières-en-Beauce
- Le Gué-de-Longroi
- Houville-la-Branche
- Léthuin
- Levainville
- Maisons
- Moinville-la-Jeulin
- Mondonville-Saint-Jean
- Morainville
- Oinville-sous-Auneau
- Orlu
- Oysonville
- Roinville
- Saint-Léger-des-Aubées
- Sainville
- Santeuil
- Umpeau
- Vierville
- Voise

## Història
| Data d'elecció                           | Identitat         | Partit               | Qualitat |
| ---------------------------------------- | ----------------- | -------------------- | -------- |
| 1945-19..                                | M. Roux           | radical              |          |
| 19..-1958                                | M. Carlotti       | Divers droite        |          |
| 1958-1982                                | Louis Perrot      | radical, després MRG |          |
| 1982-1994                                | Louis Legrand     | UDF                  |          |
| 1994-2001                                | Jean Choquier     | Divers gauche        |          |
| 2001-                                    | Dominique Leblond | UDF, després NC      |          |
| les dades anteriors no són pas conegudes |                   |                      |          |
|                                          |                   |                      |          |

## Demografia
| A partir de 1990: Població sense dobles comptes |